# Haworthia maraisii
Haworthia maraisii és una espècie vegetal del gènere Haworthia de la subfamília de les asfodelòidies (Asphodeloideae).

## Descripció
Haworthia maraisii és una petita suculenta que forma rosetes de fulles de color verd molt fosc amb petits tubercles elevats. Les rosetes proliferen lentament i creixen fins a 7 cm de diàmetre. Les fulles són opaques, generalment retuses, fins a 4 cm de llargada i fins a 1 cm d'amplada i, de vegades, amb petites espines als marges i la quilla. Les flors són blanques amb venes de color marró verdós i apareixen a finals de primavera fins a l'estiu en tiges sense ramificar de fins a 30 cm de llarg.

## Distribució
Haworthia maraisii és originària de la província sud-africana del Cap Occidental, creix des de Heidelberg a l'est, Robertson a l'oest i fins a Bredasdorp al sud. És força comú en aquesta zona. La localitat tipus es troba a Stormsvlei, on les plantes són molt més robustes que en altres localitats. Algunes formes de l'àrea de Robertson són semblants a H. pubescens, prop de Bonnievale s'integra a H. meiringii i H. heidelbergensis. Al voltant de Potberg creix forma de marasii / floribunda, que va ser descrita per Hayashi com H. henda. A Napier i fins al nord fins a Stormsvlei creixen formes més robustes, possiblement alguns tipus d'híbrids naturals amb H. mirabilis o H. triebneriana.

## Taxonomia
Haworthia maraisii va ser descrita per Poelln. i publicat a Repertorium Specierum Novarum Regni Vegetabilis 38: 194, a l'any 1935.
Etimologia
Haworthia: nom en honor del botànic britànic Adrian Hardy Haworth (1767-1833).
maraisii: epítet en honor del botànic sud-africà Wessel R.B. Marais.
Varietats acceptades
- Haworthia maraisii var. maraisii (Varietat tipus)
- Haworthia maraisii var. meiringii M.B.Bayer, Haworthia Handb.: 134 (1976)
- Haworthia maraisii var. notabilis (Poelln.) M.B.Bayer, Haworthia Handb.: 141 (1976)[5]

Sinonímia
- Haworthia magnifica var. maraisii (Poelln.) M.B.Bayer, Natl. Cact. Succ. J. 32: 18 (1977)
- Haworthia mirabilis var. maraisii (Poelln.) M.B.Bayer, Haworthia Update 7(4): 34 (2012)[6]